# Maluma
Pour les articles homonymes, voir Maluma (homonymie).
 (mai 2021).
Maluma, de son vrai nom Juan Luis Londoño Arias, né le 28 janvier 1994 à Medellín, dans la région andine, en Colombie, est un auteur-compositeur-interprète de reggaeton, guitariste colombien et acteur, labellisé chez Sony Music Entertainment. Maluma devient l'un des artistes les plus influents sur la scène latine, acquiert une popularité mondiale à compter de 2016 à l'instar de ses confrères J. Balvin, Bad Bunny ou encore Daddy Yankee, et participe à l'expansion du reggaeton. En 2021, il double la voix de Mariano Guzmán dans le film d'animation Disney Encanto.

## Biographie

### Carrière musicale
Juan Luis Londoño Arias nait le 28 janvier 1994 à dans le quartier d'Envigado à Medellín, en Colombie, de parents : Marimar Arias et Luciano Londoño, colombiens. Il a une sœur plus jeune, Manuela, étudiante en psychologie. Son nom d'artiste, Maluma, rend hommage à sa famille. En effet, c'est un mot qui intègre le nom de sa mère, de son père et de sa sœur : Ma pour Marimar, Lu pour Luciano et encore Ma pour Manuela.
Dans son enfance, Maluma est passionné par le football. Il tente de devenir footballeur professionnel en intégrant les équipes juniors des clubs de première division colombienne Atlético Nacional et La Equidad. Juan Luis essaiera sans relâche de monter les échelons pour réaliser son rêve qui s'estompe malheureusement au bout de huit ans : « Grâce au football, j'ai appris ce que c'était la discipline et de faire des sacrifices pour réussir dans la vie ».
Maluma manifeste très tôt une passion pour la musique. Le jeune Colombien est passionné par divers genres musicaux, allant de la musique urbaine et le trap jusqu'au hip-hop ou encore la salsa. C'est en juillet 2011 que Maluma connaît son premier succès avec le titre Farandulera, qui lui permet de signer un contrat avec le label discographie Sony Music Entertainment Colombia. Quelques mois après en 2012, il sort son premier album intitulé Magiaet s'affirme sur la scène colombienne et latino-américaine en tant que jeune porte-étendard d'un genre qui se popularise : le reggaeton.
C'est son deuxième album studio Pretty Boy, Dirty Boy, sorti en octobre 2015, qui lui permet de se hisser en haut du classement des ventes d'album aux États-Unis, notamment grâce aux singles El Perdedor, Borró Cassette et Sin Contrato. Il collabore par la suite avec Shakira pour le titre Chantaje qui connaît un succès retentissant.
En 2017, il connaît un succès international avec son single Felices los 4 qui atteint 1,6 milliard de vues.
Son troisième album studio sorti en 2018 et intitulé F. A. M. E, comprenant des titres tels que Corazón ou El Prestamo, confirme son statut d'artiste latino majeur et lui permet notamment de remporter le Latin Grammy Award de meilleur album pop. Ce soir-là, il est habillé par la marque Yoxeone.
En février 2019, Maluma annonce sur les réseaux sociaux la sortie de son sixième album discographique, prévue pour le 17 mai 2019, nommé 11:11. Ce début d'année est également marqué par deux collaborations avec Madonna : Medellin et Soltera (dans le cadre de son nouvel album). Il cite cette dernière (avec qui il a récemment collaboré), et Justin Timberlake comme faisant partie de ses influences musicales.
Le 26 septembre 2019, il collabore avec le chanteur colombien J. Balvin sur le single Qué Pena.
Il entame une tournée mondiale (11:11 World Tour), qui est reportée à cause de la pandémie de Covid-19, mais il sort tout de même deux singles inédits en avril 2020 : Qué chimba et ADMV. Ce dernier est une ballade romantique sur l'amour éternel.
Le 29 juillet 2020, il publie une nouvelle chanson intitulée Hawaii, qui connaît un très gros succès au cours de l'année 2020 et atteint la première place des classements Spotify et des billboards rankings. Il annonce la sortie de son cinquième album studio Papi Juancho lors d'un live Instagram. Celui-ci est un succès en Amérique latine et aux États-Unis
Après deux collaborations avec Jennifer Lopez et une avec The Weeknd pour le remix de Hawaii, Maluma entame l'année 2021 avec un album totalement inédit lors de son vingt-septième anniversaire : 7DJ (pour « 7 dias en Jamaïca »). Ce sixième album s'inspire des airs de reggae et se distingue ainsi de ses précédents albums.

### Autres activités
En dehors de sa carrière musicale, Maluma devient le parrain de la fondation El arte de los sueños qui permet aux enfants d'avoir des perspectives dans des carrières musicales. 

### Vie privée
Maluma déclareé dans une interview qu'il avait eu une relation avec Anitta et qu'ils s'aimaient beaucoup, mais que leur relation n'avait pas progressé en raison de leur carrière commune. « Ça ne fonctionne pas pour moi d'être en relation avec des gens de l'industrie. Quand c'est arrivé, avec Anitta en fait, elle commençait tout juste sa carrière (internationale). Je l'ai rencontrée et on s'est vraiment plu et tout ça. Je me suis dit : 'Je ne peux pas être avec elle, parce qu'elle fait la même chose que moi. ».
Il est en couple avec Susana Gómez, architecte, depuis 2020. Le 9 mars 2024 naît leur premier enfant, une petite fille appelée Paris Londoño. 

## Discographie

### Albums
- 2012 : Magia
- 2015 : Pretty Boy, Dirty Boy
- 2015 : PB.DB. The Mixtape
- 2017 : Felices los 4
- 2018 : F.A.M.E.
- 2019 : 11:11
- 2020 : Papi Juancho
- 2021 : #7DJ (7 Days In Jamaica)
- 2022 : The Love & Sex Tape
- 2023 : Don Juan

### Singles
- 2011 : Farandulera
- 2011 : Loco
- 2012 : Obsesión
- 2012 : Pasarla bien
- 2012 : Primer amor
- 2012 : Hoy
- 2012 : Mala
- 2012 : Malo
- 2012 : Vamonos de fuga
- 2012 : Magia Intro
- 2012 : Presiento
- 2012 : La Intencion
- 2012 : Dos amores
- 2012 : Me gusta todo de ti
- 2013 : Miss Independent
- 2013 : La temperatura
- 2014 : Addicted
- 2014 : La curiosidad
- 2014 : Carnaval
- 2015 : El Tiki
- 2015 : Borró cassette
- 2016 : El perdedor
- 2016 : Sin contrato
- 2016 : Cuatro Babys (sic) (feat. Bryant Myers, Noriel & Juhn)
- 2016 : Un polvo (feat. Arcangel, De La Ghetto, Bad Bunny & Ñengo Flow)
- 2017 : Felices los 4 (outre la version reggaeton, une version salsa est sortie avec la participation de Marc Anthony)
- 2017 : La bicicleta (Carlos Vives, Shakira y Maluma)
- 2017 : Corazón
- 2017 : E Ribeiro
- 2017 : GPS (feat. French Montana)
- 2017 : Vitamina (feat. Arcángel)
- 2017 : 23
- 2018 : El préstamo
- 2018 : Marinero
- 2018 : Mala mía
- 2019 : HP
- 2019 : 11 PM
- 2019 : No se me quita (feat. Ricky Martin)
- 2019 : Instinto natural (feat. Sech)
- 2019 : Qué pena (feat. J. Balvin)
- 2020 : Qué chimba
- 2020 : ADMV
- 2020 : Hawái
- 2020 : Parce (avec Justin Quiles, Lenny Tavárez)
- 2020 : Pa' ti + Lonely (avec Jennifer Lopez)
- 2020 : Madrid (avec Myke Towers)
- 2020 : Hawái Remix (avec The Weeknd)
- 2020 : Cielo a un Diablo
- 2020 : Medallo City
- 2021 : Peligrosa
- 2021 : Desayun-Arte
- 2021 : Tonika, (Avec. Ziggy Marley)
- 2021 : 7 Días En Jamaica
- 2021 : Agua de Jamaica
- 2021 : La Burbuja
- 2021 : Chocolate
- 2021 : Love, (Avec. Charly Black)
- 2021 : Mi Niña (Remix), (Avec. Wisin Ft. Anitta, Myke Towers).
- 2021 : Rumba (Puro Oro Anthem), (Avec. The Sun).
- 2021 : Sobrio
- 2022 : Cositas de la USA
- 2022 : Mojando Asientos, (Avec. Feid).
- 2022 : Nos Comemos Vivos, (Avec. Chencho Corleone).
- 2022 : Junio.
- 2023 : La Fórmula ft. Marc Anthony
- 2023 : Trofeo ft. Yandel
- 2025 : Bronceador

### Participations
- 2012 : Piso 21 - Correr el riesgo (feat. Maluma)
- 2012 : Obsesión Remix ( feat. Dyland & Lenny )
- 2013 : Nicky Jam - Juegos prohibidos (feat. Maluma)
- 2014 : Lucas Lucco - Princesinha (feat. Maluma)
- 2016 : Ricky Martin - Vente pa'ca (feat. Maluma)
- 2016 : Anitta - Sim ou Não (feat. Maluma)
- 2016 : Thalia - Desde esa noche (feat. Maluma)
- 2016 : Ha*Ash - Quédate lejos (feat. Maluma)
- 2016 : Shakira - Chantaje (feat. Maluma)
- 2017 : Shakira - Trap (feat. Maluma)
- 2017 : Shakira et Carlos Vives - La bicicleta (Remix) (feat. Maluma)
- 2017 : Felipe Peláez - Vivo pensando en ti (feat. Maluma)
- 2017 : Cosculluela - Solo a solas (feat. Maluma)
- 2017 : Yandel - Solo mía (feat. Maluma)
- 2018 : Jason Derulo - Colors (feat. Maluma)
- 2018 : Wolfine - Bella remix
- 2018 : Nicky Jam et J. Balvin (feat. Ozuna) - X remix
- 2018 : Reik - Amigos con derechos (avec Maluma)
- 2018 : Prince Royce - El Clavo (Remix) (feat. Maluma)
- 2018 : Shakira - Clandestino (feat. Maluma)
- 2018 : XXXTentacion - Arms Around You (feat. Lil Pump, Maluma et Swae Lee)
- 2018 : Wisin & Yandel - La Luz (avec Maluma)
- 2018 : Karol G - Créeme (feat. Maluma)
- 2019 : Madonna - Medellin (feat. Maluma)
- 2019 : Becky G - La Respuesta (avec Maluma)
- 2019 : Sech - Que Mas Pues (Remix) (feat. Nicky Jam, Farruko, Justin Quiles, Dalex, Lenny Tavárez & Maluma)
- 2019 : Gims - Hola Señorita (avec Maluma)
- 2019 : Madonna - Bitch I'm Loca (feat. Maluma)
- 2019 : Reykon - Latina (feat. Maluma)
- 2020 : Myke Towers et Farruko - La Playa (Remix) (feat. Maluma)
- 2020 : Steve Aoki - Maldad (feat. Maluma)
- 2020 : Reykon - Lo Que No Sabias (feat. Maluma)
- 2020 : Aya Nakamura - Djadja (Remix) (feat. Maluma)
- 2020 : The Black Eyed Peas - Feel the Beat (avec Maluma)
- 2020 : Feid et Justin Quiles - Porfa (Remix) (feat. J. Balvin, Nicky Jam, Sech et Maluma)
- 2020 : Yandel - Que vas a hacer
- 2020 : Jennifer Lopez - Pa Ti + Lonely.
- 2020 : Carlos Rivera - 100 Años (Feat Maluma)
- 2020 : Piso 21 - Más De La Una.
- 2021 : Mi Niña Remix, (Avec. Wisin, Myke Towers, Anitta).
- 2021 : Aloha, (Avec. Beéle, Rauw Alejandro, Darell, Dj Luian & Mambo Kingz).
- 2021 : Tequila, (Avec. Pipe Bueno).
- 2021 : Amor En Coma, (Manuel Turizo).
- 2021 : Imposible Amor (Avec Natti Natasha)
- 2021 : Marry Me (Avec Jennifer Lopez)
- 2021 : Imposible (Remix), (Avec. Bessd).
- 2021 : Perfecta, (feat.Reik)
- 2022 : El Que Espera (avec Anitta)
- 2023 : Si te Llamo (avec Maître Gims)

Le chanteur collabore 4 fois avec la chanteuse colombienne  Shakira sur La bicicleta, Chantaje, Trap et Clandestino.

### Filmographie
- 2017 : X (The Film)
- 2021 : Marry Me : Bastian
- 2021 : Encanto : La Fantastique Famille Madrigal : Mariano